# Enteropogon dolichostachyus
Enteropogon dolichostachyus är en gräsart som först beskrevs av Mariano Lagasca y Segura, och fick sitt nu gällande namn av Yi Li Keng. Enteropogon dolichostachyus ingår i släktet Enteropogon och familjen gräs. Inga underarter finns listade i Catalogue of Life.